# Burgruine Saatzig
Die Burgruine Saatzig ist eine abgegangene Burg aus dem 14. Jahrhundert. Sie befindet sich am nördlichen Rand des Ortes Saatzig in der Woiwodschaft Westpommern, Polen.

## Geschichte
Die Burg war eine der größten Verteidigungsanlagen in Westpommern in der Nähe der Grenze zur Mark Brandenburg. Sie wurde wohl bereits an der Wende vom 13. zum 14. Jahrhundert erbaut, ist aber erst später erwähnt worden. Anfangs war sie Sitz der Ritter von Steglitz.
Auf der Burg bestand das Burggericht Saatzig, das auch nach der Übernahme Hinterpommerns durch Brandenburg bestand. Es wurde in der Regimentsverfassung von 1654 genannt.
Die Ruine wurde nach einem Stadtbrand 1781 im benachbarten Jacobshagen zur Steingewinnung für den Wiederaufbau der Stadt benutzt.
In Ludwig Wilhelm Brüggemanns Ausführlicher Beschreibung des gegenwärtigen Zustandes des Königlich-Preußischen Herzogtums Vor- und Hinterpommern aus dem 1784 wird die Burg als noch „von einer ansehnlichen Größe“, aber „so verfallen, dass es nicht mehr bewohnet werden kann“ beschrieben.
Von der großen Anlage ist heute noch der Burghügel sichtbar. Vorhanden sind auch Mauer- und Wallreste sowie Fragmente eines Grabens. Teile des Ziegelmauerwerks wurden später beim Wiederaufbau des Ortes Dobrzany verwandt.